# 力行路 (三民區)
力行路（Lising Rd.）為高雄市三民區的東西向道路，起端為中華二路，末端為同盟三路。力行路也是三民區中都地區主要道路。

## 行經行政區域
- 三民區

## 沿線設施
- 中都郵局
- 愛河

## 公共自行車
- 高雄市公共自行車租賃系統：
  - 中華橫巷力行路口：中華橫巷/力行路口(西南側)

## 公車資訊
- 港都客運
  - 紅27 捷運高雄車站－中都（同盟三路）

## 相關連結
- 高雄市主要道路列表